# Pekka Myrberg

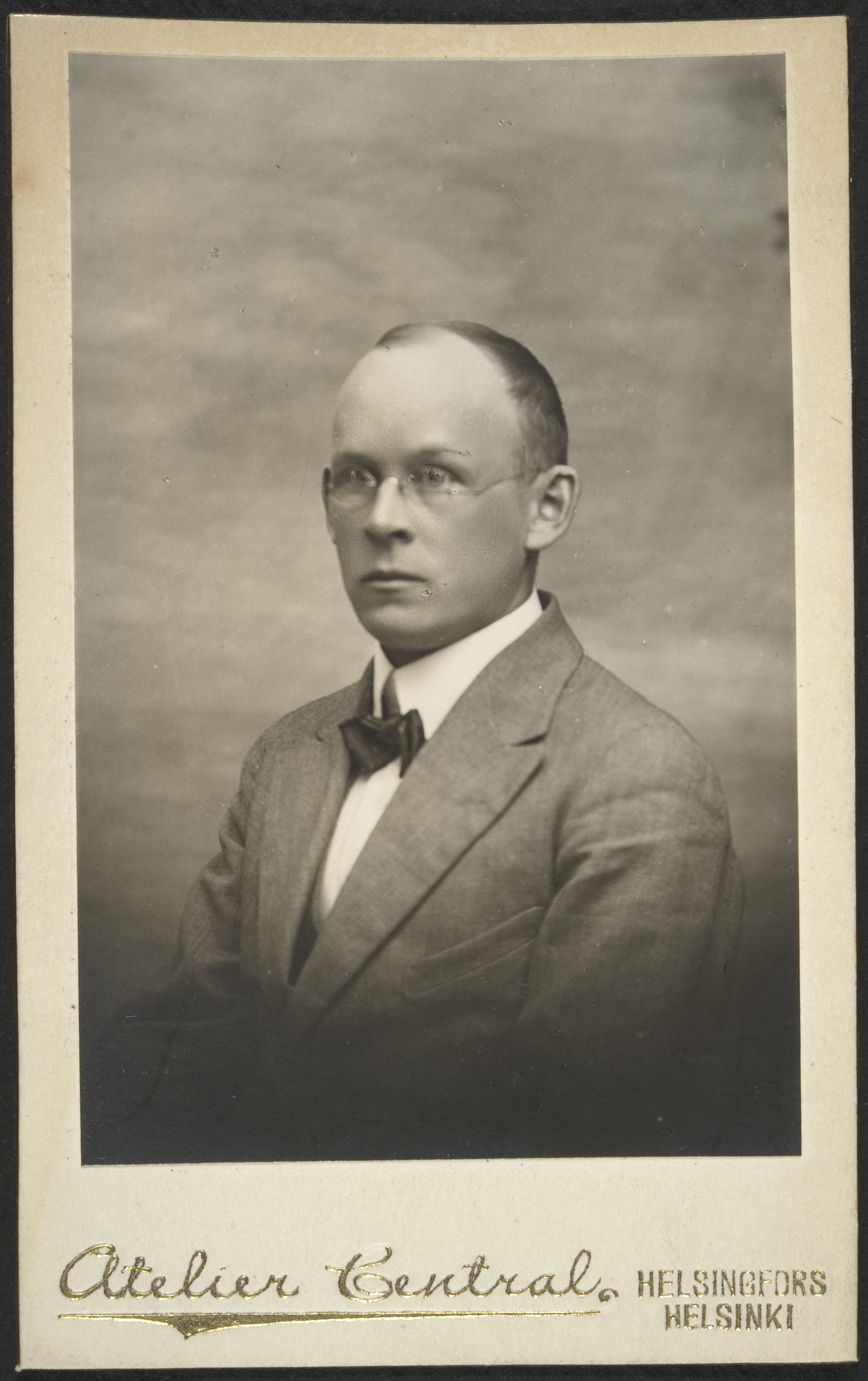
Pekka Myrberg (1922)

Pekka Juhana Myrberg (* 30. Dezember 1892 in Viipuri; † 8. November 1976 in Helsinki) war ein finnischer Mathematiker. Sein Spezialgebiet war die Funktionentheorie. Er war Rektor der Universität Helsinki.
Myrberg wurde 1916 an der Universität Helsinki bei Ernst Lindelöf promoviert (Zur Theorie der Konvergenz der Poincaré´schen Reihen). Er unterrichtete zunächst an einem Gymnasium, bevor er 1921 außerordentlicher und später Professor an der Universität Helsinki wurde. 1952 war er Rektor und von 1952 bis 1962 Kanzler der Universität Helsinki. 1962 emeritierte er, publizierte aber bis in die 1970er Jahre.
In den 1950er Jahren veröffentlichte er eine Reihe von grundlegenden Arbeiten über die Iteration rationaler Funktionen im Komplexen und Reellen (insbesondere quadratischer Funktionen). Er belebte deren Untersuchung neu nach Anfängen von Gaston Julia und Pierre Fatou Anfang des 20. Jahrhunderts und gilt als ein Vorläufer des Periodenverdopplungs-Wegs zum Chaos, den Mitchell Feigenbaum Ende der 1970er Jahre untersuchte.
Zu seinen Doktoranden gehören Lauri Myrberg und Kaarlo Virtanen.
Er war Mitglied der Finnischen Akademie der Wissenschaften. 1942 wurde er korrespondierendes Mitglied der Sächsischen Akademie der Wissenschaften. 1954 war er Invited Speaker auf dem Internationalen Mathematikerkongress in Amsterdam (Über die Integration der Poissonschen Gleichung auf Riemannschen Flächen).